# Уттама Чола
Уттама Чола — правитель держави Чола, спадкоємець Парантаки Чола II, свого кузена.